# Вісела
Вісела (ест. Visela) — село в Естонії, входить до складу волості Урвасте, повіту Вирумаа.